# جرج ویلیامز
جورج کریستوفر ویلیامز (George Christopher Williams)، (زاده ۱۲ می ۱۹۲۶ - درگذشته ۸ سپتامبر ۲۰۱۰)، دانشمند زیست‌شناسی فرگشتی اهل آمریکا بود.
ویلیامز، استاد زیست‌شناسی دانشگاه استونی بروک بود و او را بیشتر به خاطر انتقاد شدیدش از انتخاب گروهی می‌شناختند. هرچند که بعدها خود نیز دریافت که گاهی انتخاب گروهی نیز رخ می‌دهد. کارهای ویلیامز به همراه نوشته‌های ویلیام دی همیلتون و جان مینارد اسمیت و دیگران، به پدید آمدن و گسترش دیدگاه ژن‌محور فرگشتی در دهه ۶۰ میلادی کمک شایانی کرد. او را برای پژوهش‌هایش در زمینه فرگشت تولیدمثل جنسی و پزشکی فرگشتی نیز می‌شناسند. او در سال ۱۹۹۹، به همراه ارنست مایر و جان مینارد اسمیت، موفق به کسب جایزه کرافورد در زمینه علم زیست‌شناسی شد. ریچارد داوکینز، ویلیامز را «محترم‌ترین زیست‌شناس فرگشتی آمریکا» نامیده‌است.

## کتاب‌ها
- - Williams, G.C. 1966. سازگاری و انتخاب طبیعی. Princeton University Press, Princeton, N.J.
  - Williams, G.C. , ed. 1971. انتخاب گروهی (کتاب) Aldine-Atherton, Chicago.
  - Williams, G.C. 1975. Sex and Evolution. Princeton University Press, Princeton, N.J.
  - Paradis, J. and G.C. Williams. 1989. T.H. Huxley’s Evolution and Ethics: with New Essays on its Victorian and Sociobiological Context. Princeton University Press, Princeton, N.J.
  - Williams, G.C. 1992. Natural Selection: Domains, Levels, and Challenges. Oxford University Press, New York.
  - Nesse, R.M. and G.C. Williams. 1994. Why We Get Sick: the New Science of Darwinian Medicine. Times Books, New York.
  - Williams, G.C. 1996. Plan and Purpose in Nature. Weidenfeld & Nicolson, London (published in the U.S. in 1997 as The Pony Fish’s Glow: and Other Clues to Plan and Purpose in Nature. Basic Books, New York).

## مقاله‌های مهم
- Williams, G. C. 1957. Pleiotropy, Natural Selection, and the Evolution of Senescence. Evolution 11;4: 398-411
- Taylor, P. O. and G. C. Williams. 1984. Demographic parameters at evolutionary equilibrium. Canadian Journal of Zoology 62: 2264-2271.
- Williams, G. C. 1985. A defense of reductionism in evolutionary biology. Oxford Surveys in Evolutionary Biology 2: 127.
- Williams, G. C. 1988. Huxley's Evolution and Ethics in sociobiological perspective. Zygon 23: 383-438.
- Williams, G. C. 1995. A package of information In J. Brockman, ed. , The Third Culture, New York: Touchstone, pp. 38–50.